# 斯德哥尔摩巴尔卡比机场
斯德哥尔摩-巴尔卡比机场（瑞典語：Stockholm-Barkarby flygplats），位于瑞典首都斯德哥尔摩北郊，是瑞典目前使用的机场中建造年代最久远的一座，现主要用于通用航空。

## 历史
斯德哥尔摩-巴尔卡比机场于1913年开始规划，1915年建成，最早用于飞行试验。其后，该机场主要用于军事目的，其中在1936年至1974年期间作为瑞典空军F8中队的基地。
1974年起，斯德哥尔摩-巴尔卡比机场向民用航空开放，但仍保留一部分军事区域。

## 现状及未来
目前，该机场由巴尔卡比飞行俱乐部管理，用于通用航空。根据所在的耶尔福拉自治市（Järfälla）的决定，该机场将于2008年12月31日关闭，原址将用于建造新的建筑物。